# ARFU Asian Rugby Championship 2000
L'Asian Rugby Championship 2000 (in inglese 2000 ARFU Asian Rugby Championship) fu il 17º campionato asiatico di rugby a 15 organizzato dall'ARFU, organismo continentale di governo della disciplina.
Si tenne tra il 24 giugno e il 2 luglio 2000 in Giappone e vide la riconferma di campione continentale del Giappone, al suo tredicesimo titolo assoluto.
Il torneo si tenne su due divisioni di merito a girone unico, la prima delle quali comprendente Giappone, Corea del Sud, Taipei cinese e Hong Kong a contendersi il titolo.
Il Giappone vinse la prima divisione a punteggio pieno, sconfiggendo la Corea del Sud, storica pretendente al titolo, nell'ultima giornata della competizione.
La seconda divisione fu vinta da Singapore, che giunse appaiata alla Cina in testa alla classifica ma in vantaggio su di essa per la migliore differenza punti fatti/subiti nonostante la sconfitta nell'incontro diretto.

## Squadre partecipanti
| Divisione 1   | Divisione 2 |
| ------------- | ----------- |
| Corea del Sud | Cina        |
| Giappone      | Singapore   |
| Hong Kong     | Sri Lanka   |
| Taipei cinese | Thailandia  |

## Divisione 1
| Data           | Incontro                      | Risultato | Sede   |
| -------------- | ----------------------------- | --------- | ------ |
| 25 giugno 2000 | Corea del Sud — Taipei cinese | 55-19     | Aomori |
| 25 giugno 2000 | Giappone XV — Hong Kong       | 75-0      | Aomori |
| 28 giugno 2000 | Giappone XV — Taipei cinese   | 55-12     | Aomori |
| 28 giugno 2000 | Hong Kong — Corea del Sud     | 34-36     | Aomori |
| 2 luglio 2000  | Giappone — Corea del Sud      | 34-29     | Aomori |
| 2 luglio 2000  | Taipei cinese — Hong Kong     | 25-13     | Aomori |

Classifica
|  | Squadra       | G | V | N | P | P+  | P-  | P±   | PT |
|  | ------------- | - | - | - | - | --- | --- | ---- | -- |
|  | Giappone      | 3 | 3 | 0 | 0 | 164 | 41  | +123 | 6  |
|  | Corea del Sud | 3 | 2 | 0 | 1 | 120 | 87  | +33  | 4  |
|  | Taipei cinese | 3 | 1 | 0 | 2 | 56  | 123 | -67  | 2  |
|  | Hong Kong     | 3 | 0 | 0 | 3 | 47  | 136 | -89  | 0  |

## Divisione 2
| Data           | Incontro               | Risultato | Sede   |
| -------------- | ---------------------- | --------- | ------ |
| 24 giugno 2000 | Cina — Singapore       | 15-13     | Ōwani  |
| 24 giugno 2000 | Sri Lanka — Thailandia | 28-38     | Aomori |
| 28 giugno 2000 | Cina — Sri Lanka       | 27-28     | Aomori |
| 28 giugno 2000 | Singapore — Thailandia | 49-20     | Ōwani  |
| 2 luglio 2000  | Cina — Thailandia      | 39-20     | Ōwani  |
| 2 luglio 2000  | Singapore — Sri Lanka  | 15-12     | Aomori |

Classifica
|  | Squadra    | G | V | N | P | P+ | P-  | P±  | PT |
|  | ---------- | - | - | - | - | -- | --- | --- | -- |
|  | Singapore  | 3 | 2 | 0 | 1 | 77 | 47  | +30 | 4  |
|  | Cina       | 3 | 2 | 0 | 1 | 81 | 61  | +20 | 4  |
|  | Sri Lanka  | 3 | 1 | 0 | 2 | 68 | 80  | -12 | 2  |
|  | Thailandia | 3 | 1 | 0 | 2 | 78 | 116 | -38 | 2  |